# Massacre de Kot
 (janvier 2024).
 (juillet 2024).
Si vous disposez d'ouvrages ou d'articles de référence ou si vous connaissez des sites web de qualité traitant du thème abordé ici, merci de compléter l'article en donnant les références utiles à sa vérifiabilité et en les liant à la section « Notes et références ».
Le massacre de Kot (népalais : कोत पर्व) est perpétré le 14 septembre 1846 par Kaji Jung Bahadur, homme d'état népalais, et ses frères.  Ensemble, ils massacrent environ 40 officiers civils, militaires, gardes du palais et ministres supérieurs, dont le Premier ministre du Népal et parent du roi Chautariya Fateh Jung Shah (en) et d'autres ministres et généraux de l'armée de haut rang, au Kot (armurerie du palais) de Hanuman Dhoka à Katmandou au Népal.
Le massacre est le résultat d'une réunion convoquée par Rani Rajya Laxmi Devi à la suite du meurtre de son confident, le général Gagan Singh Bhandari, qui a rapidement tourné au drame. Cet événement a entraîné la perte de pouvoir de clans politiques tels que les Chautariyas, Pandes (en), Thapas (en) et Basnyats (en) et celui du roi Rajendra Bikram Shah et de la reine Rajya Laxmi Devi et a finalement conduit à l'établissement de l'autocratie Rana (en) , Kaji Jung Bahadur, ayant pris le pouvoir et établi la monarchie Rana au Népal. 

## Contexte
Au plus fort de l'instabilité politique népalaise, un ministère de coalition fut formé en septembre 1845, dirigé par Fateh Jang Chautaria (ne), mais le vrai pouvoir derrière le trône appartenait au général Gagan Singh Khawas (en), qui contrôlait sept régiments dans l'armée contre trois sous le régime du premier ministre. Abhiman Singh Rana Magar (en) et Jung Bahadur Kunwar ont également été chacun commandants de trois régiments. Il est parfois allégué que le général Gagan Singh Bhandari avait une relation inappropriée avec la reine Rajya Laxmi Devi. Le roi étant mentalement inapte à régner, c'était la reine qui gérait les affaires de l'État en son nom, et à ce titre, il lui fallait s'entretenir occasionnellement avec le général.
Gagan Singh Bhandari a été retrouvé mort sur le balcon de son palais dans la nuit du 16 septembre 1846. La reine ordonna à Bahadur, qui se trouvait prêt avec ses régiments, de rassembler tout l'établissement administratif du pays immédiatement dans l'armurerie du palais. Suivant les ordres de la reine, Jang Bahadur a ordonné à ses hommes de laisser les gens entrer dans le Kot mais de ne pas les laisser sortir sans les ordres de la reine ou de ses propres ordres.

## Massacre
Suivant l'ordre de la reine, les courtisans se sont précipités au Kot dès qu'ils ont entendu une convocation royale. Beaucoup de courtisans n'étaient armés que d'une épée, car ils avaient répondu immédiatement à l'appel royal. Les armées allouées par Jung Bahadur avaient également pris la plupart des armes des courtisans qui avaient réussi à en apporter. La reine Laxmi Devi et le roi Rajendra Bikram Shah étaient également présents à Kot.
Vers minuit, la plupart des courtisans étaient présents à Kot. Tout le monde était apeuré et sceptique. Le général Abhiman Singh Rana Magar a parlé au roi de la possibilité d'un massacre. Sa présence avait soulagé certains des membres présents. Abhiman Singh a également ramené trois troupes sous son contrôle à Kot.
Le Premier ministre Chautariya Fateh Jung Shah n'était toujours pas arrivé. Jung Bahadur Rana a appelé son jeune frère Bam Bahadur pour aller chercher Fateh Jung. Les émotions étaient vives parmi les groupes de nobles rassemblés et leurs partisans, qui ont écouté la reine prononcer une harangue émotionnelle blâmant les Pandes et exigeant qu'Abhiman Singh Rana Magar exécute Kaji Bir Keshar Pande (en), qu'elle soupçonnait être responsable d'avoir tué Gagan Singh. Abhiman Singh hésita et regarda le roi. Le roi hésita et dit de ne punir les coupables qu'après une enquête approfondie sur la question. Il a souligné qu'il devait avoir une discussion avec le Premier ministre à ce sujet et est parti. Il a ensuite quitté le palais Hanuman Dhoka et s'est rendu à la résidence britannique. Lorsqu'on lui a refusé une audience avec le Résident à une heure aussi tardive, il s'est rendu au palais Narayanhiti (en). À Narayanhiti, le roi Rajendra a passé du temps seul avec le Premier ministre. Soit le roi Rajendra n'avait pas voulu donner d'informations sur les conditions à Kot, soit Fateh Jung n'avait pas compris le point. Dans les deux cas, Fateh Jung s'est rendu à Kot avec une simple sécurité.
Pendant ce temps, à Kot, entouré des régiments de Jang Bahadur, la tension montait alors que la plupart des nobles et le Premier ministre Fateh Jang Shah s'y réunissaient. Voyant une forte possibilité d'effusion de sang, Jang Bahadur, Fateh Jang et Abhiman Singh Rana ont décidé que Jang Bahadur et Fateh Jang devraient essayer de calmer la reine, et Abhiman Singh Rana Magar, qui avait désobéi aux ordres de la reine, resterait derrière. Alors que les deux allaient à la recherche de la reine, Abhiman Singh a décidé de déplacer ses propres régiments à Kot, mais il a été empêché de partir. Abhiman Singh a tenté de sortir de force et a été tué dans le processus. Après que la panique qui s'ensuit, le massacre commence. De nombreux Thapas, Pandes et Basnyats sont morts, dont Fateh Jang, Khadga Bikram Shah et Dalbhanjan Pande (en). Certains se sont échappés en escaladant les murs et les toits et même à travers les systèmes de drainage. Jang Bahadur a profité de la situation pour éliminer ses rivaux.

## Conséquences
Jang Bahadur a été nommé Premier ministre par la reine immédiatement après le massacre. Sentant qu'il présentait une menace pour son pouvoir, la reine a conspiré pour éliminer Jang Bahadur et élever son fils sur le trône. La conspiration de Basnyat, ainsi appelée parce que beaucoup de ses participants appartenaient à l'une des dernières familles nobles de premier plan, les Basnyat, a été trahie et ses meneurs ont été rassemblés et exécutés à Bhandarkhal Parva. Une réunion de notables de premier plan, remplie de partisans de Rana, a reconnu la reine coupable de complicité dans le complot, l'a démise de ses pouvoirs et l'a envoyée en exil à Varanasi avec le roi Rajendra. Le roi commença à préparer son retour d'Inde. En 1847, Jang Bahadur a informé les troupes des activités du roi en exil, a annoncé son détrônement et a élevé le fils de Rajendra sur le trône sous le nom de Surendra Bikram Shah. Le roi Rajendra Bikram a été capturé plus tard cette année-là dans le Teraï et ramené comme prisonnier à Bhadgaon, où il a passé le reste de sa vie en résidence surveillée. Jang Bahadur a ensuite établi la dynastie Rana, qui a gouverné le Népal pendant plus d'un siècle.